# Castello di Heidelberg
Il castello di Heidelberg (in tedesco: Schloss Heidelberg) è uno dei più celebri castelli tedeschi.
Non deve essere confuso con il Castello Heidelberg di Hohentannen, nel Canton Turgovia, in Svizzera - o Heidelberger Schloss, XIII - XVII secolo.

## Descrizione
Il pittoresco castello, dei cui interni rimangono per lo più delle rovine in seguito ai danneggiamenti subiti durante la guerra dei trent'anni e la guerra con la Francia del 1689, è il risultato degli ampliamenti di un castello gotico del XIII secolo.
Dopo la distruzione da parte dei soldati di Luigi XIV il castello è stato restaurato solamente in parte nel 1689 e nel 1693. Le sue rovine, in pietra arenaria rosa proveniente dalla valle del Neckar, sono adagiate a un livello di circa 80 metri sulla città antica, sul pendio settentrionale del Königstuhl, e sono raggiungibili, oltre che a piedi, anche grazie a un collegamento con una funicolare.

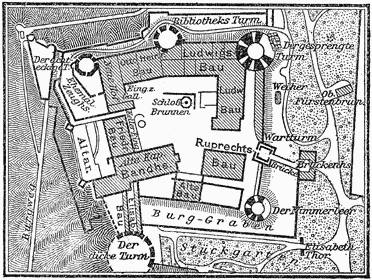
Pianta del castello da Meyers Konversations-Lexikon (1888)

L'ala della costruzione denominata Ottheinrichsbau, che ospita il Museo della farmacia, è considerata una delle opere di maggior valore del Rinascimento tedesco.

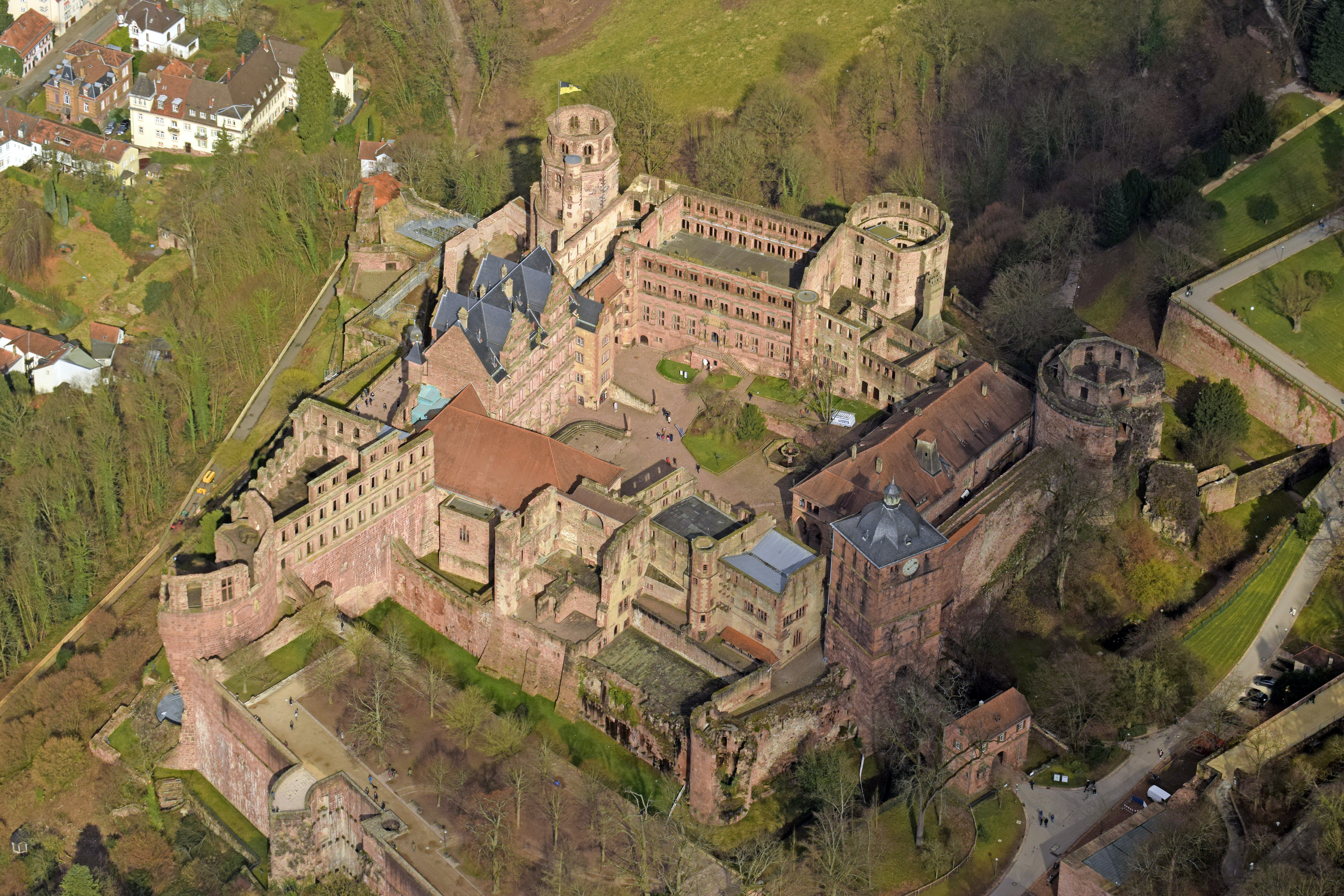
Veduta aerea del castello da sud-ovest

## Punti d'interesse
Tra gli edifici e i punti d'interesse all'interno del castello di Heidelberg, vi sono:
- Friedrichsbau, il Palazzo di Federico IV
- Englischer Bau
- Pulverturm (XIV secolo)
- Ruprechtsbau
- Brunnenhalle
- Großes Faß, la "grande botte"
- Ottheinrichsbau: ospita il Deutsches Apothekenmuseum ("Museo tedesco della farmacia")

### Galleria d'immagini

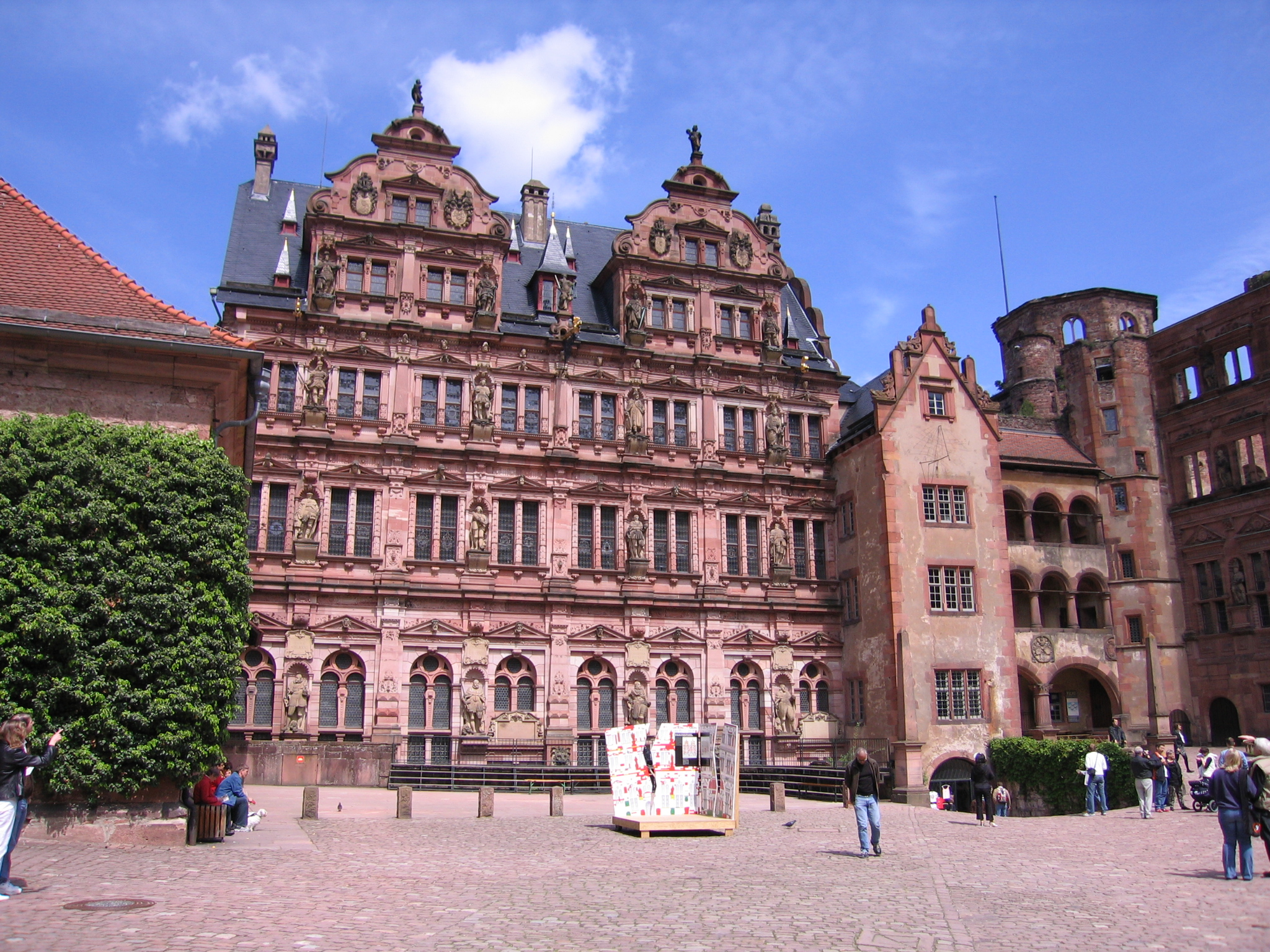
Friedrichsbau
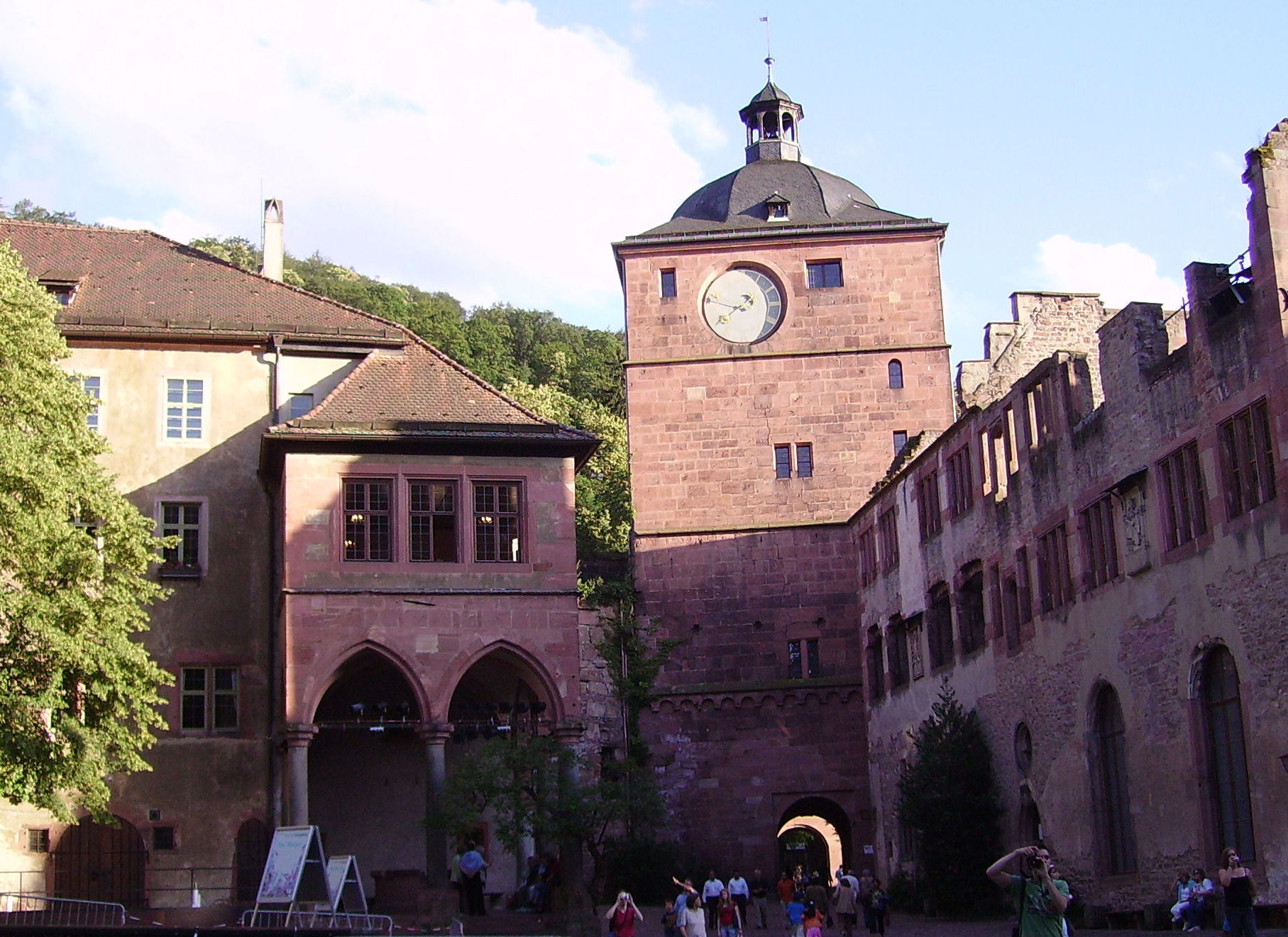
Corte del castello: rovine delle Ruprechtsbau (destra)
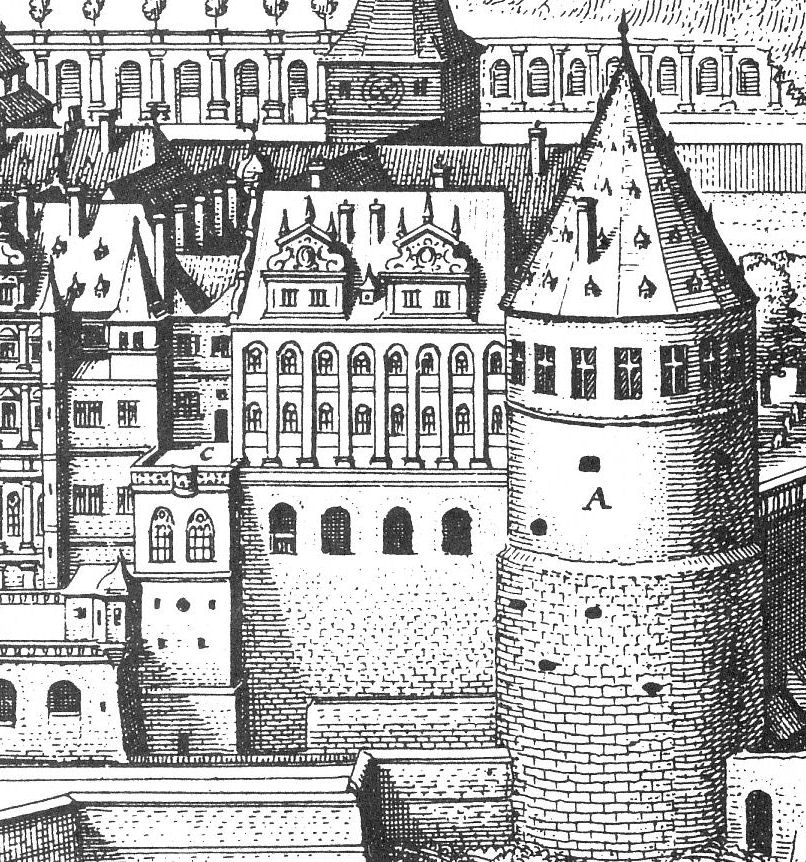
Englischer Bau da un'acquaforte del 1645 di Matthäus Merian
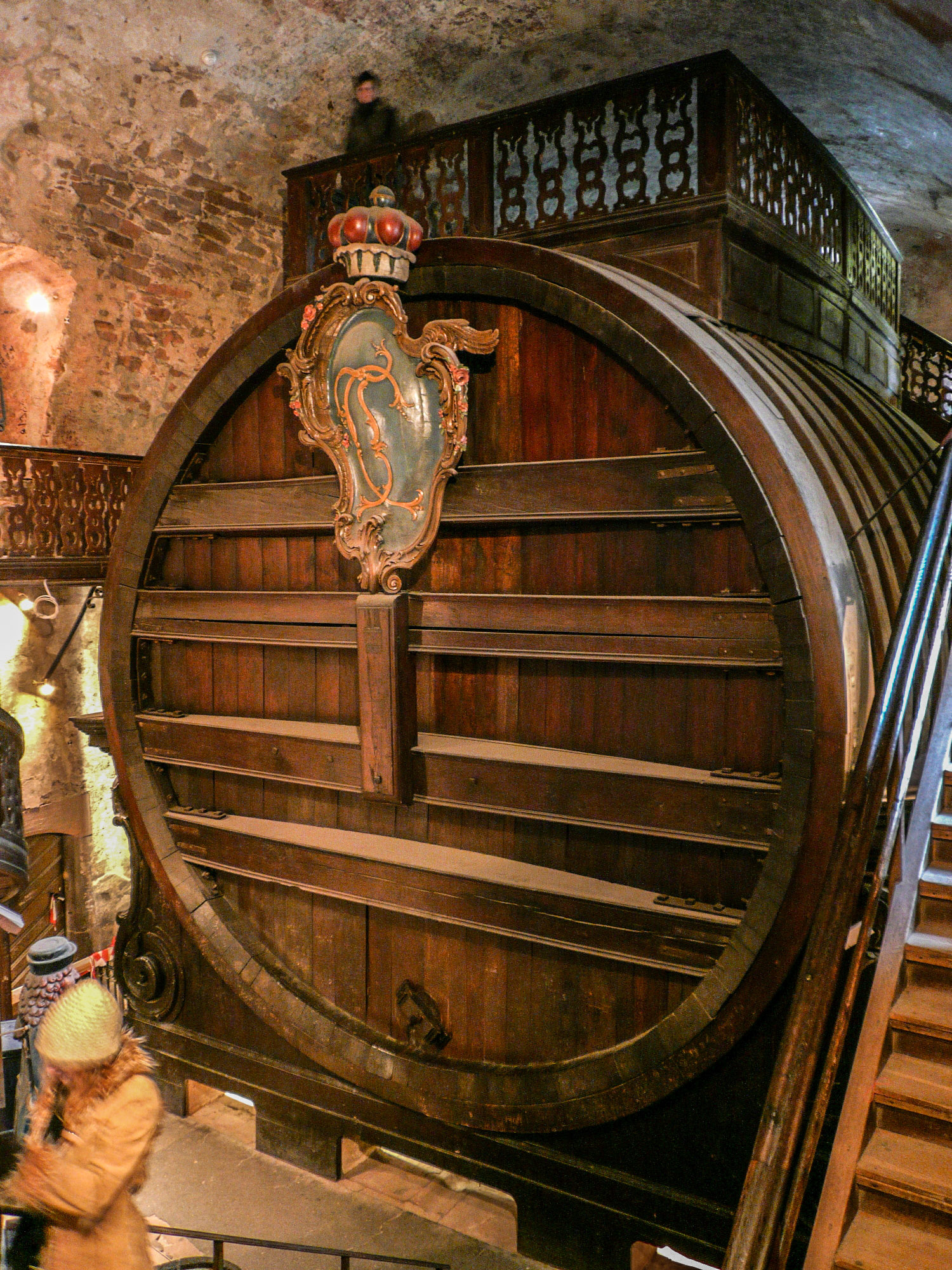
Das Große Fass ("la grande botte")
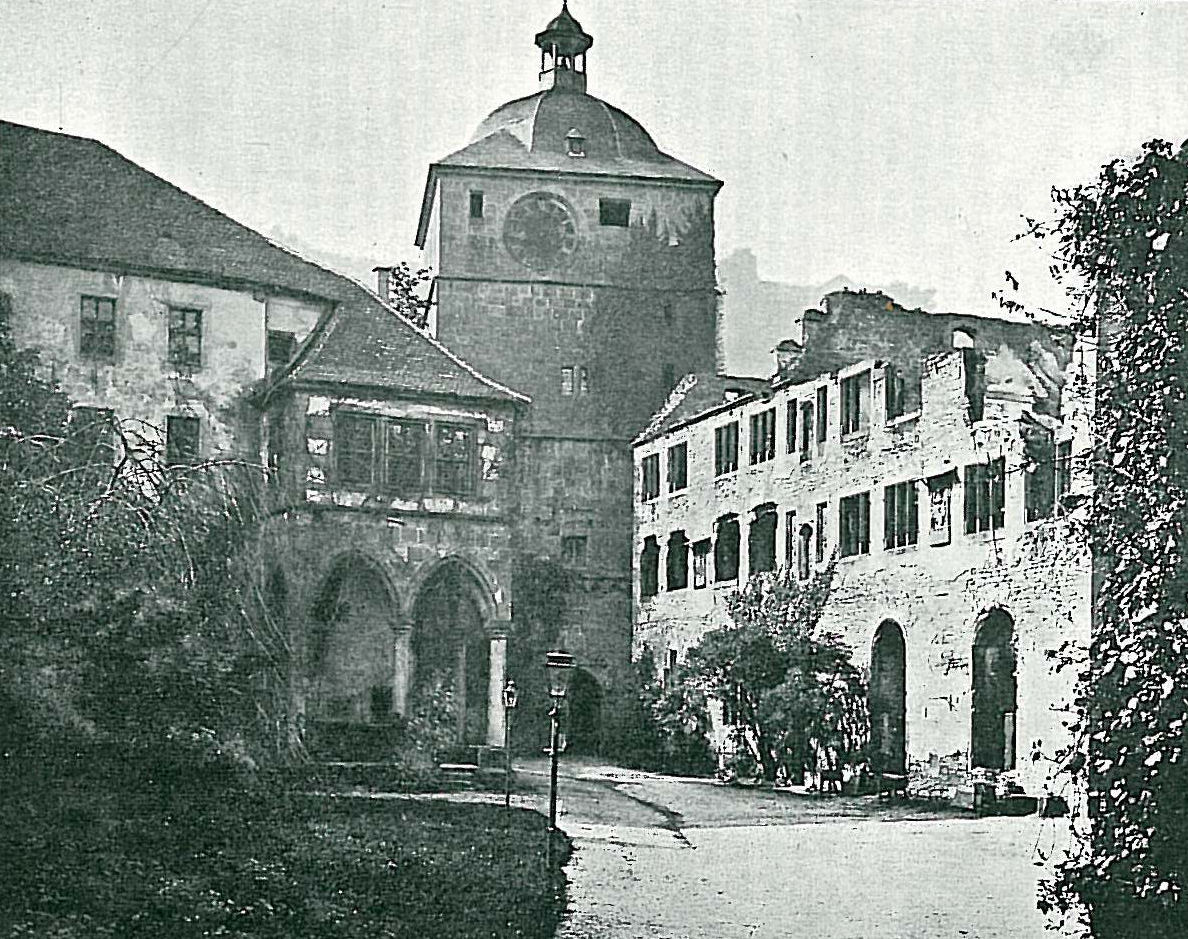
Brunnenhalle davanti alla Porta della Torre (1895)
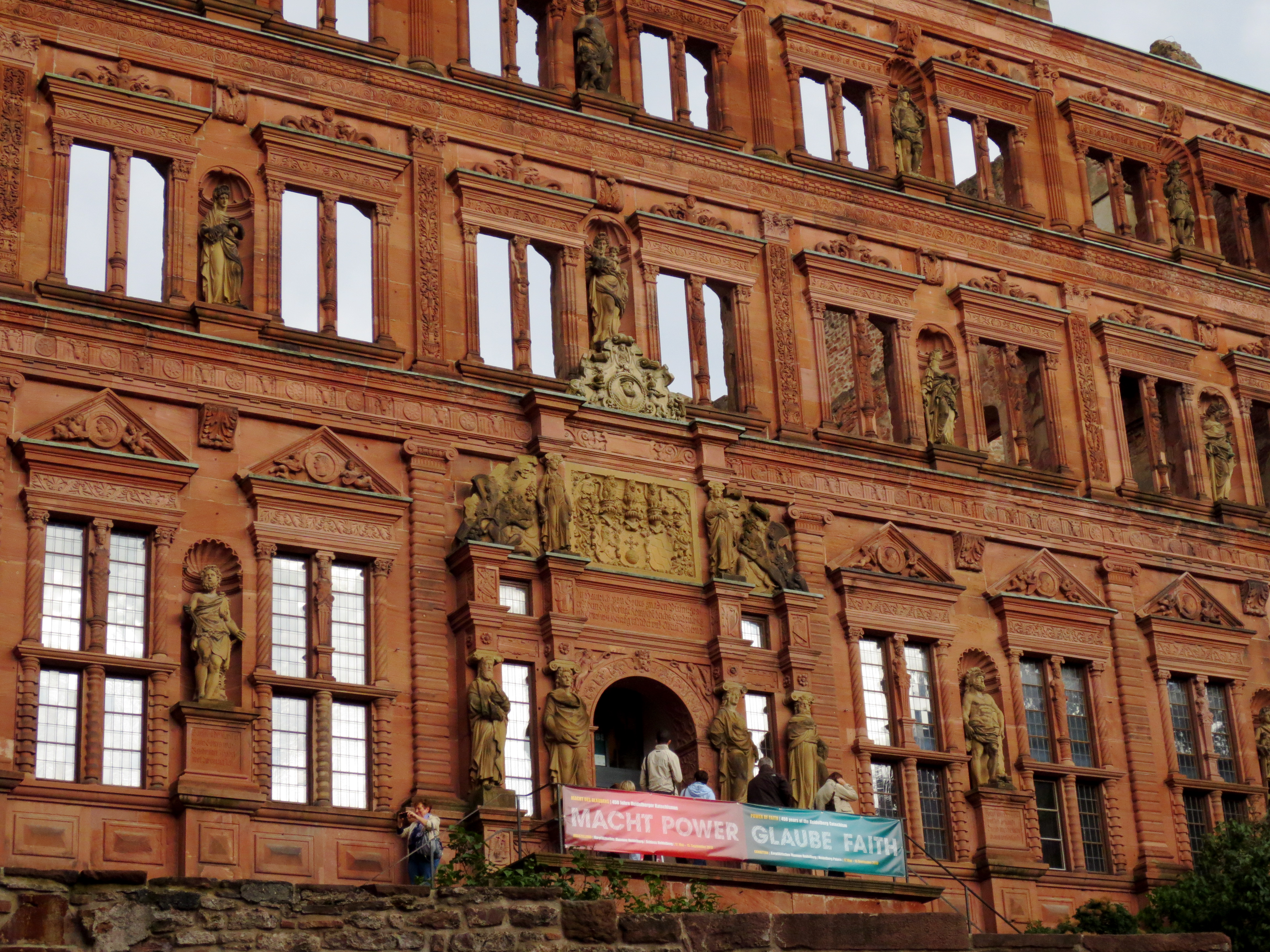
Facciata della Ottheinrichsbau, il primo edificio rinascimentale a nord delle Alpi
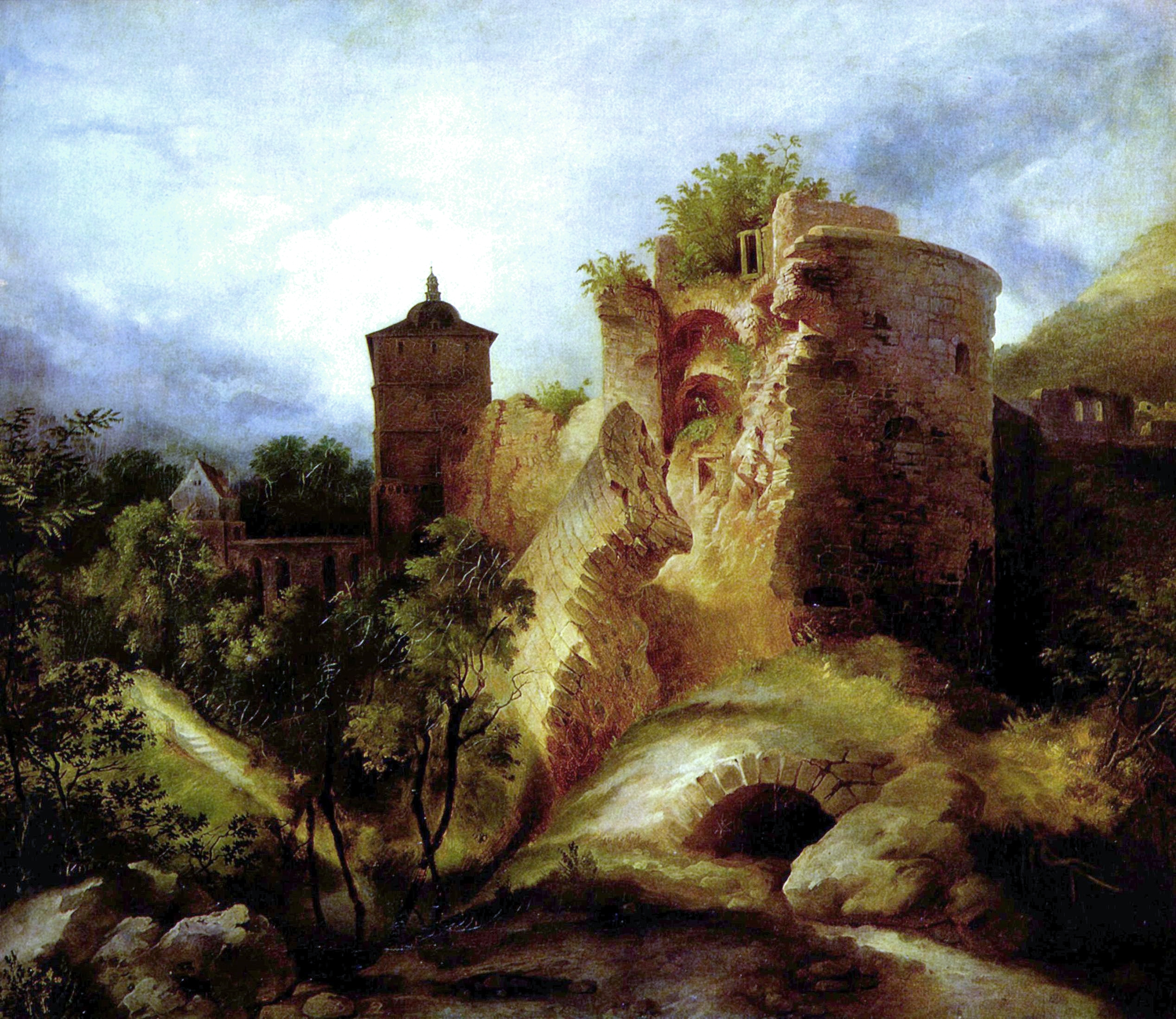
Rovine della Pulverturm, di Carl Blechen (1829)
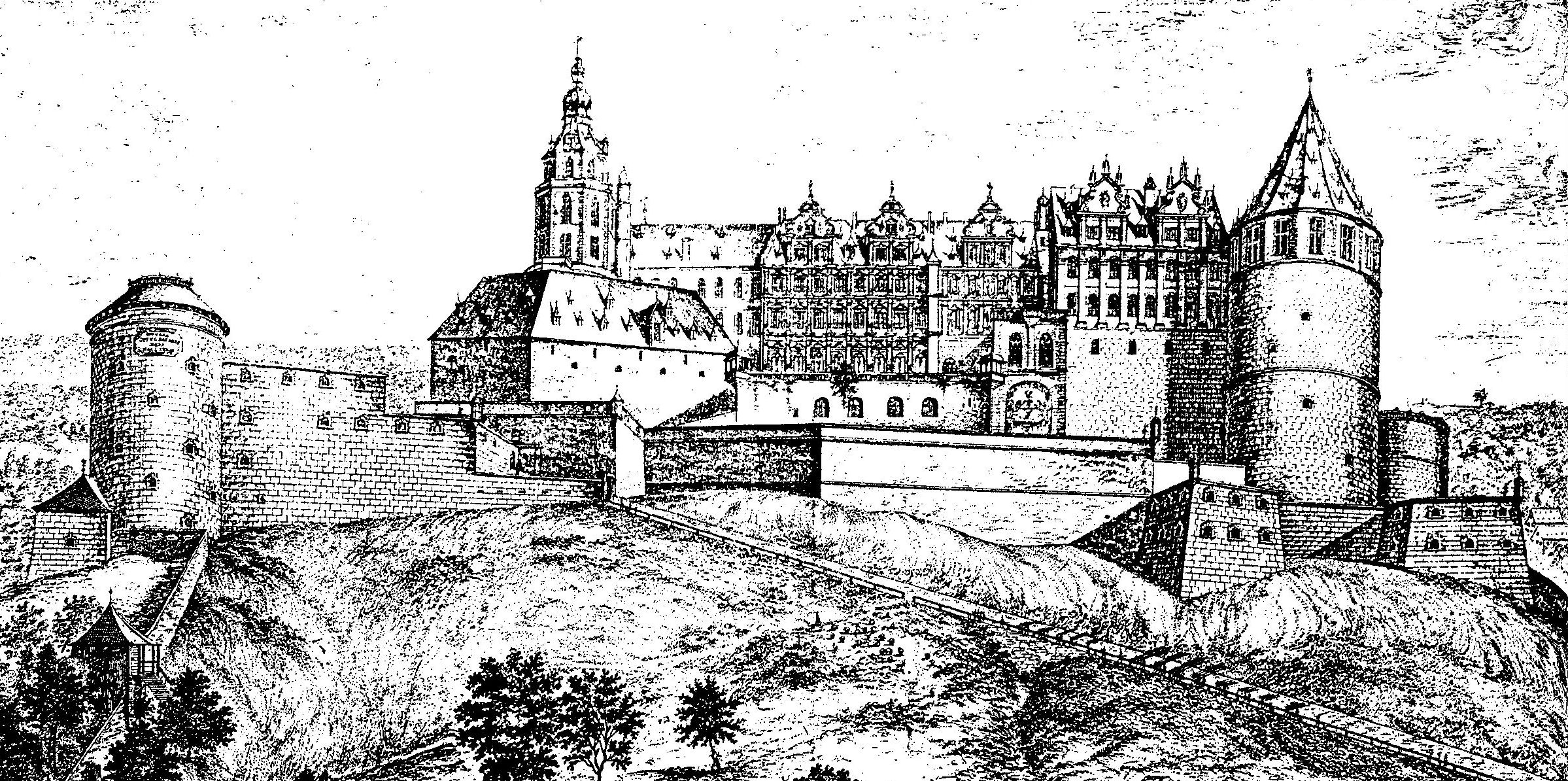
Il Castello in un'antica stampa